# Rhipidia
Rhipidia (лат.) — род двукрылых семейства болотниц из подсемейства Limoniinae.

## Описание
Комары средних размеров (6-10 мм) коричневой окраски. Усики самцов одно- и двугребенчатые, а у самой обычно пильчатые. На лапках у основания коготков имеются пара шипов. На крыльях хорошо выражен анальный угол. Личинки имеют тонкое удлинённое тело длиной до 13-18 мм. Боковые пластинки на голове черноватые.

## Экология
Личинки развиваются в трухе и под корой лиственных деревьев, повреждённых грибами, а также в компосте из листьев и перепревшем навозе.

## Классификация
В мировой фауне известно 225 видов.

## Палеонтология
В ископаемом состоянии обнаружены в балтийском (Rhipidia zyza) и доминиканском янтаре (Rhipidia mira).

## Распространение
Представители встречаются на всех континентах. В Австралии обнаружен только на в западной части и Тасмании. Максимальные видовым разнообразием характеризуется Неотропика.